# Puchar Europy Narodów 1960
Puchar Europy Narodów 1960 – 1. edycja piłkarskich mistrzostw Europy męskich reprezentacji krajowych, wówczas pod nazwą Puchar Europy Narodów.

## Tło zawodów

### Realizacja idei piłkarskich mistrzostw Europy
Idea rozgrywania mistrzostw Europy w piłce nożnej narodziła się w latach 20. XX wieku. Jej orędownikiem był francuski działacz sportowy Henri Delaunay - członek FIFA oraz jeden z kreatorów zainaugurowanych w 1930 roku piłkarskich mistrzostw świata. W 1927 roku Henri Delaunay wspólnie z austriackim działaczem Hugo Meislem złożyli do FIFA wniosek w sprawie utworzenia turnieju, mającego wyłonić najlepszą drużynę starego kontynentu. Zaprezentowana koncepcja zakładała realizację zmagań przez europejską komisję zorganizowaną w ramach struktur FIFA. Pomysł nie zyskał wówczas jednak zainteresowania wśród działaczy światowej federacji piłkarskiej i został odrzucony przez prezydenta FIFA Julesa Rimeta. Zdaniem Delanuaya, główną przyczyną takiego stanu rzeczy była realna możliwość przyłączenia się do europejskiej federacji związków piłkarskich z Wysp Brytyjskich, które od lat 20. XX wieku do niemal końca lat 40. XX wieku (z krótką przerwą) znajdowały się poza strukturami FIFA – taka sytuacja mogłaby osłabić pozycję organizacji zarządzanej przez Rimeta.

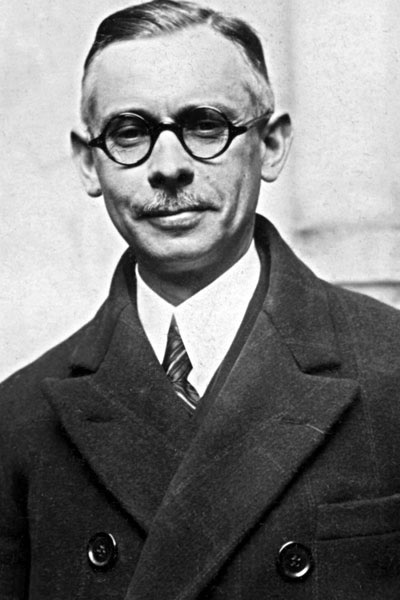
Henri Delaunay – pomysłodawca piłkarskich mistrzostw Europy

Koncepcja europejskiego turnieju piłkarskiego na realizację czekała ponad 30 lat. W maju 1952 roku, na spotkaniu przedstawicieli trzech europejskich federacji piłkarskich (francuskiej, włoskiej i belgijskiej) w Zurychu, Henri Delaunay przedstawił projekt statutu dla przyszłej międzynarodowej organizacji zrzeszającej związki piłkarskie z Europy. 15 czerwca 1954 roku w Bazylei odbyło się zebranie z udziałem przedstawicieli 25 europejskich federacji, na którym podjęto decyzję o założeniu Unii Europejskich Związków Piłkarskich. Dla nowej paneuropejskiej organizacji jednym z głównych celów było stworzenie rozgrywek reprezentacji narodowych – idea ta została zawarta w pierwszym statucie unii. Jesienią 1954 roku UEFA powołała podkomisję do rozpatrzenia projektów regulaminu turnieju w skład której weszli José Crahay, Henri Delaunay i George Graham. Jej prace doprowadziły do przedstawienia konkretnej propozycji na inauguracyjnym kongresie UEFA, który odbył się 2 marca 1955 roku w Wiedniu. Zaprezentowana koncepcja zakładała podział rozgrywek na dwie fazy – pierwszą (eliminacyjną, rozgrywaną systemem pucharowym) w sezonie poprzedzającym mistrzostwa świata oraz drugą (będącą turniejem finałowym, organizowanym w jednym państwie) w kolejnym sezonie po mundialu. Aby zapobiec przeciążeniu meczów, proponowane nowe zawody miały służyć także jako europejskie kwalifikacje do mistrzostw świata.
Sam pomysł przed realizacją musiał uzyskać aprobatę ze strony FIFA, która do tematu europejskiego czempionatu podchodziła powściągliwie. Kurt Gassmann - sekretarz FIFA - jeszcze przed kongresem w Wiedniu ocenił propozycję jako sprzeczną z interesami światowej federacji. Negatywną opinię uzyskał przede wszystkim proponowany termin organizacji rozgrywek, który - w opinii Gassmanna - mógłby stanowić niepożądaną konkurencję w stosunku do turnieju FIFA, co mogło zagrozić kluczowym dochodom organizacji. Gassmann zasugerował, by faza eliminacyjna przyszłych mistrzostw Europy odbywała się na dwa lata przed finałami mistrzostw świata, a sam turniej finałowy na rok przed mundialem. Sekretarz FIFA zaproponował także, by oddzielić fazę eliminacyjną europejskich rozgrywek od fazy eliminacyjnej rozgrywek FIFA. Efektem opinii było odesłanie projektu mistrzostw Europy do dalszych prac w podkomisji. Wkrótce wprowadzono poprawki, mające na celu uniknięcie kolizji z finałami mistrzostw świata oraz odciążenie kalendarza rozgrywek, m.in. poprzez rezygnację z pomysłu fazy grupowej na rzecz systemu pucharowego w turnieju finałowym. W międzyczasie trwały konsultacje z klubami piłkarskimi, które niechętnie podchodziły do tematu mistrzostw, nie chcąc zwalniać zawodników na zwiększoną liczbę meczów.
Do ponownych przedłożeń projektów doszło na kongresach w Lizbonie w 1956 roku oraz w Kopenhadze w 1957 roku, kiedy to zwolennicy propozycji turnieju wygrali głosowanie (15 głosów za, przy 7 głosach przeciwko i 4 wstrzymujących się). Temat mistrzostw kontynuowano podczas kolejnego kongresu w Sztokholmie w 1958 roku – propozycja była krytykowana m.in. przez Ottorino Barassiego z włoskiego związku piłkarskiego, według którego organizacja wydarzenia znacznie ograniczałaby międzynarodowy kalendarz oraz mogłaby rozbudzać „narodowe namiętności”. Podczas kolejnego głosowania projekt mistrzostw ponownie uzyskał poparcie większości delegatów, co zakończyło debatę. Podczas spotkania ustalono również termin losowania rozgrywek fazy eliminacyjnej, które odbyło się dwa dni po kongresie.
Pomysłodawca turnieju Henri Delaunay nie dożył organizacji zawodów - zmarł w 1955 roku, a jego miejsce w strukturach UEFA zajął syn Pierre Delanuay. Prezydent UEFA Ebbe Schwartz w uznaniu roli, jaką Delanuay odegrał w stworzeniu turnieju, zaproponował, aby trofeum przyznawane przyszłym mistrzom Europy nazwać imieniem inicjatora zawodów.

### Informacje ogólne
15 lutego 1958 mijał termin składania przez poszczególne krajowe związki piłki nożnej zgłoszeń o przystąpieniu do rywalizacji, na co zdecydowało się w sumie 17 państw. Zgodnie z przyjętym wcześniej regulaminem kwalifikacje do 4-zespołowego turnieju zostały przeprowadzone systemem pucharowym, a cała rywalizacja rozpoczęła się 28 września 1958 meczem eliminacyjnym ZSRR – Węgry na stadionie Łużniki w Moskwie, zakończonym rezultatem 3:1 (premierowego gola zdobył Anatolij Iljin w 4. minucie spotkania).
Do turnieju, rozgrywanego systemem pucharowym w dniach 6–10 lipca 1960 we Francji, zakwalifikowały się:
1. Czechosłowacja – po wyeliminowaniu Irlandii w rundzie wstępnej, Danii w 1/8 finału i Rumunii w 1/4 finału.
2. Francja – po wyeliminowaniu Grecji i Austrii.
3. Jugosławia – po wyeliminowaniu Bułgarii i Portugalii.
4. ZSRR – po wyeliminowaniu Węgier i Hiszpanii (walkower).

W finale zwycięstwo odniosła drużyna ZSRR, wygrywając z Jugosławią 2:1. Trzecie miejsce zajęła Czechosłowacja, pokonując 2:0 Francję.

## Stadiony
| Parc des Princes  | ParyżMarsylia |
| Parc des Princes  | ParyżMarsylia |
| Paryż             | ParyżMarsylia |
| Pojemność: 40 000 | ParyżMarsylia |
| Stade Vélodrome   | ParyżMarsylia |
| Stade Vélodrome   | ParyżMarsylia |
| Marsylia          | ParyżMarsylia |
| Pojemność: 40 000 | ParyżMarsylia |

## Drużyny zakwalifikowane do turnieju finałowego
| Drużyna        | Grupa kwalifikacyjna   | Data kwalifikacji | Liczba występów | Najlepszy wynik |
| -------------- | ---------------------- | ----------------- | --------------- | --------------- |
| Francja        | zwycięzca ćwierćfinału | 27 marca 1960     | debiutant       | debiutant       |
| Jugosławia     | zwycięzca ćwierćfinału | 22 maja 1960      | debiutant       | debiutant       |
| Czechosłowacja | zwycięzca ćwierćfinału | 29 maja 1960      | debiutant       | debiutant       |
| ZSRR           | zwycięzca ćwierćfinału | 29 maja 1960      | debiutant       | debiutant       |

Źródło: 

## Turniej finałowy

### Drabinka
|  |                    |                |            |                   |   |       |       |       |
|  | Półfinały          | Półfinały      | Półfinały  |                   |   | Finał | Finał | Finał |
|  | Półfinały          | Półfinały      | Półfinały  |                   |   | Finał | Finał | Finał |
|  | 6 lipca – Paryż    |                |            |                   |   |       |       |       |
|  |                    |                |            |                   |   |       |       |       |
|  | Francja            | Francja        | 4          |                   |   |       |       |       |
|  | Francja            | Francja        | 4          | 10 lipca – Paryż  |   |       |       |       |
|  | Jugosławia         | Jugosławia     | 5          |                   |   |       |       |       |
|  | Jugosławia         | Jugosławia     | 5          |                   |   | ZSRR  | ZSRR  | 2     |
|  | 6 lipca – Marsylia |                |            |                   |   | ZSRR  | ZSRR  | 2     |
|  |                    |                | Jugosławia | Jugosławia        | 1 |       |       |       |
|  | Czechosłowacja     | Czechosłowacja | Jugosławia | Jugosławia        | 1 | 0     |       |       |
|  | Czechosłowacja     | Czechosłowacja |            |                   |   |       |       |       |
|  | ZSRR               | ZSRR           | 3          |                   |   |       |       |       |
|  | ZSRR               | ZSRR           | 3          | Mecz o 3. miejsce |   |       |       |       |
|  |                    |                |            |                   |   |       |       |       |
|  | 9 lipca – Marsylia |                |            |                   |   |       |       |       |
|  |                    |                |            |                   |   |       |       |       |
|  | Czechosłowacja     | Czechosłowacja | 2          |                   |   |       |       |       |
|  | Czechosłowacja     | Czechosłowacja | 2          |                   |   |       |       |       |
|  | Francja            | Francja        | 0          |                   |   |       |       |       |
|  | Francja            | Francja        | 0          |                   |   |       |       |       |

### Półfinały
| 1 6 lipca 1960, 20:00 | Francja · Vincent 12' · Heutte 43', 62' · Wisniewski 53' | 4:5(2:1)Raport | Jugosławia · Galić 11' · Žanetić 55' · Knez 75' · Jerković 78', 79' | Parc des Princes, Paryż Widzów: 26 370 Sędzia: Gaston Grandain (Belgia) |
|                       |                                                          |                |                                                                     |                                                                         |

| 2 6 lipca 1960, 20:30 | Czechosłowacja | 0:3(0:1)Raport | ZSRR · Iwanow 34', 56' · Poniedelnik 66' | Vélodrome, Marsylia Widzów: 26 370 Sędzia: Cesare Jonni (Włochy) |
|                       |                |                |                                          |                                                                  |

### Mecz o 3. miejsce
| 3 9 lipca 1960 18:00 CEST | Czechosłowacja · Bubník 58' · Pavlovič 88' | 2:0(0:0)Raport | Francja | Stade Vélodrome, Marsylia Widzów: 9 438 Sędzia: Cesare Jonni |
|                           |                                            |                |         |                                                              |

### Finał
| 4 10 lipca 1960 21:30 CEST | ZSRR · Metreweli 49' · Poniedielnik 113' | 2:1(0:1)Raport | Jugosławia · Galić 43' | Parc des Princes, Paryż Widzów: 17 966 Sędzia: Arthur Edward Ellis |
|                            |                                          |                |                        |                                                                    |

## Statystyki turnieju

### Królowie strzelców
2 gole: 
- François Heutte
- Wiktor Poniedielnik
- Walentin Iwanow
- Milan Galić
- Dražan Jerković

### Najszybszy gol
11 minuta:  Milan Galić